# Tania Russof
 (août 2008).
Tania Russof (en russe : Таня Русова, en letton : Taņa Rusova) est une actrice pornographique lettone née le 7 juin 1974 à Riga.

## Biographie et carrière
Tania Russof est découverte en avril 1994 par Pierre Woodman. Ce dernier, réalisateur pour la société Private, est à la recherche de beautés slaves. Il se promène avec Franck Versace, l'un de ses acteurs, dans un centre commercial de Rīga où la mère de Tania possède un magasin de vêtements. Pierre Woodman passe plusieurs semaines à convaincre Tania à se laisser photographier. Elle a tout juste 20 ans lorsqu'elle accepte, après trois castings, de faire du X, en juin 1994. Le mois suivant Woodman l'emmène en tournage à l'île de La Réunion. À l'époque Pierre Woodman vit avec deux top-models à Paris, Natacha Krivocheeva et Una Karklina (ex-miss Lettonie) et Tania n'est que l'une des nombreuses maîtresses qu'il emploie dans ses productions.
En novembre de la même année, un problème de visa empêche Tania Russof d'entrer en France, puis en Angleterre, pour tourner dans le second film à gros budget de Pierre Woodman, The Tower, dans lequel il lui avait réservé le rôle principal. Ce n'est qu'en février 1995 que Tania Russof et Pierre Woodman se retrouvent à Paris. Ils s'envolent aux Seychelles où Woodman la photographie dans des décors de rêve. C'est de cette série qu'est tirée la couverture de Private Triple X No 6. Sous la pression de Pierre Woodman, le grand patron de Private Berth Milton accepte de la prendre sous contrat. Elle signe une exclusivité de trois ans et obtient 300 000 $ de cachet pour seulement un film par an. Son premier est Gigolo, film à très gros budget (500 000 $) tourné en 1995 en France. Suivent The Pyramid, tourné en Égypte en 1996 avec un budget énorme de 1,2 million de dollars et qui devient le film pornographique le plus vendu au monde. Tania Russof et Pierre Woodman se marient le 12 juillet 1996, puis tournent Tatiana en  1997, une fresque historique de 600 000 $ tournée en Ukraine.
Tania Russof est consacrée « Penthouse Pet » du mois en septembre 1996, puis de l'année 1998. Cette même année, elle tourne un film documentaire sur sa carrière, Tania Russof: the Story, sous la direction de Pierre Woodman avant de se retirer de l'industrie du film pornographique. Elle assiste ensuite Woodman dans son travail.  Tania Russof et Pierre Woodman divorcent à l'amiable en septembre 2000.

## Filmographie succincte
- 1994 : Private Video Magazine 17
- 1995 : Triple X video 2
- 1995 : The Gigolo de Pierre Woodman (en deux parties)
- 1996 : The Pyramid de Pierre Woodman (en trois parties)
- 1996 : Triple X 12 (clip)
- 1997 : Tatiana de Pierre Woodman (en trois parties)
- 1999 : Tania Russof: the Story de Pierre Woodman (en deux parties)
- 1999 : Cumshot De Luxe 1 (compilation)
- 2004 : Private: Best of the Best, 1997-2002 (compilation)
- 2004 : Adventures of Pierre Woodman 1: Life of Porn (compilation)
- 2005 : Adventures of Pierre Woodman 3: Coming of Age (compilation)
- 2005 : Adventures of Pierre Woodman 7: Muses (compilation)

Une filmographie plus complète peut être consultée sur IAFD.

## Récompenses
- 1998 : Hot d'or pour Private Gold 26: Tatiana 1 (1998)
- 1998 : Venus Awards : « Best Actress » - Europe

## Magazines
- Private XXX No 3 (1994)
- Pirate No 29 (1994)
- Private No 127 (1994)
- Private No 128 (1994)
- Triple X No 6 (1995)
- Penthouse Pet of the Month (septembre 1996)
- Private No 140 (1997)
- Penthouse Pet of the Year (janvier 1999)

## Sources annexes
- (es) Tania Russof, sur MilkyWayChannel.com. Archivé le 20-04-2007 par Internet Archive. Consulté le 18207-2010.
- Tania Russof story, DVD de Pierre Woodman